# Butades z Sykionu
Butades z Sykionu (stgr. Βουτάδης ο Σικυώνιος, łac. Butades) – ceramik i koroplasta grecki działający w VII-VI wieku p.n.e., twórczo związany z Koryntem.   

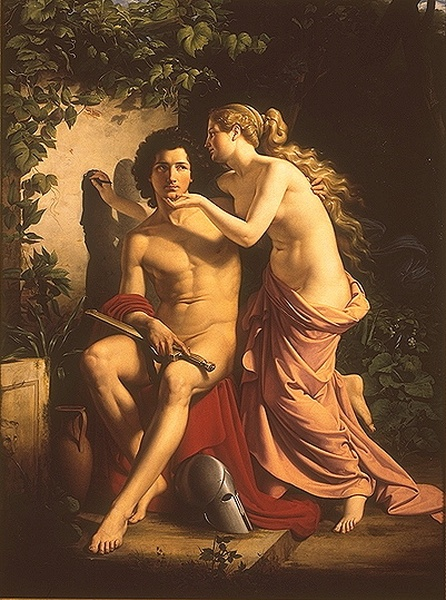
Kalliroe szkicująca podobiznę (mal. Eduard Daege, 1832)

Uważany przez starożytnych za prekursora modelowania plastycznego. Zgodnie z angedotą przytoczoną przez Pliniusza w Historii naturalnej, „pierwszy zaczął modelować w glince”, zainspirowany przez córkę o imieniu Kalliroe lub Kora, która zakochana w pewnym młodzieńcu, przed rozstaniem z nim, udającym się w daleką podróż, cień jego konturowo zaznaczyła węglem na ścianie. Jej ojciec wypełnił szkic glinką, wykonując z tego reliefowy model, wypalony następnie w garncarskim piecu wraz z innymi ceramicznymi wyrobami. Wydarzenie to miało również spowodować, że Butades zaczął ozdabiać zakończenia dachówek ludzkimi twarzami. Podobizna młodzieńca miała zachować się w korynckim nimfajonie do czasu złupienia miasta przez Lucjusza Mummiusza w 146 r. p.n.e. Pliniusz nadmienia też jednak, że wynalazek ten inni przypisywali Rojkosowi i Teodorosowi.
Według przekazu historyka, artyście (zwanemu przez niego Dibutadesem) przypisywano również pomysł wstępnego barwienia gliny i stosowania w koroplastyce jako tzw. rubryki, czyli mieszaniny gliny z ochrą, oraz wynalezienie antefiksów zdobionych maskami i figurami.